# Ornidazol
Ornidazolul este un chimioterapic din clasa derivaților de nitroimidazol, fiind utilizat în tratamentul unor infecții protozoarice. Există unele studii referitoare la utilizarea sa în boala Crohn ce apare după rezecție intestinală.